# Кузнецов, Степан Матвеевич (Герой Советского Союза)
Степа́н Матве́евич Кузнецо́в (6 ноября 1911, Слободской уезд, Вятская губерния — 15 ноября 1983, Ленинград) — подполковник Советской Армии, участник советско-японской войны, Герой Советского Союза (1945).

## Биография
Степан Кузнецов родился 6 января 1911 года в деревне Выдра. После окончания семи классов и двух курсов рабфака проживал в Свердловске, работал в «Уралхлебторге». В 1933 году Кузнецов был призван на службу в Рабоче-крестьянскую Красную Армию. В 1936 году он окончил курсы младших лейтенантов Уральского военного округа. Мастер спорта СССР по лыжам.
Участвовал в советско-японской войне, будучи командиром 71-го отряда особого назначения Амурской военной флотилии. В августе 1945 года Кузнецов, возглавляя разведгруппу, проводил разведку японской обороны в районе Фуцзиня, Цзямусов и других населённых пунктов северо-востока Китая. В боях отряд Кузнецова уничтожил около 300 солдат и офицеров противника.
Указом Президиума Верховного Совета СССР от 14 сентября 1945 года за «образцовое выполнение боевых заданий командования на фронте борьбы с японскими милитаристами и проявленные при этом мужество и героизм» капитан Степан Кузнецов был удостоен высокого звания Героя Советского Союза с вручением ордена Ленина и медали «Золотая Звезда» за номером 7129.
После окончания войны Кузнецов продолжил службу в Советской Армии. В 1955 году он окончил военно-морское политическое училище. В 1960 году в звании подполковника Кузнецов был уволен в запас. Проживал в Ленинграде. Умер 15 ноября 1983 года, похоронен на Красненьком кладбище Санкт-Петербурга.

## Награды
- Два ордена Красного Знамени (14.8.1945[5], …)
- Герой Советского Союза (орден Ленина и медаль «Золотая Звезда»; 14.9.1945)[4]
- Орден Красной Звезды[2]
- Медали[2], в том числе:
  - «За боевые заслуги» (3.11.1944)[3]

## Комментарии
1. ↑  Деревня Выдра, относившаяся к Косинской волости Слободского уезда, в последующем входила в состав Богатыревского, затем - Старковского сельсовета Зуевского района Кировской области; не сохранилась[1].